# Phyllis Thaxter
Phyllis Thaxter (Portland (Maine), 20 november 1919 – Longwood, 14 augustus 2012) was een Amerikaanse actrice. 
Zij speelde de rol van adoptiemoeder van Superman op Aarde in de gelijknamige film.
Phyllis Thaxter was getrouwd met producer James T. Aubrey van 1944 tot hun scheiding in 1962. Samen hadden ze twee kinderen, waaronder actrice Skye Aubrey. Verder was ze getrouwd met Gilbert Lea van 1962 tot zijn dood in 2008. Zij stierf op 92-jarige leeftijd aan de gevolgen van de ziekte van Alzheimer.

## Filmografie

### Films
- Thirty Seconds Over Tokyo (1944)
- Week-End at the Waldorf (1945)
- Bewitched (1945)
- Living in a Big Way (1947)
- The Sea of Grass (1947)
- Act of Violence (1948)
- Blood on the Moon (1948)
- The Sign of the Ram (1948)
- Tenth Avenue Angel (1948)
- The Breaking Point (1950)
- No Man of Her Own (1950)
- Come Fill the Cup (1951)
- Jim Thorpe – All-American (1951)
- Fort Worth (1951)
- Operation Secret (1952)
- Springfield Rifle (1952)
- She's Working Her Way Through College (1952)
- Women's Prison (1955)
- Man Afraid (1957)
- Special for Women: The Trapped Housewife (1961)
- The World of Henry Orient (1964)
- Incident in San Francisco (1971)
- The Longest Night (1972)
- Superman (1978)

### Televisieseries
- The United States Steel Hour (1953, 1955 en 1961)
- Lux Video Theatre (1953-1956), 7 afleveringen
- Willys Theatre Presenting Ben Hecht's Tales of the City (1953)
- General Electric Theater (1954 en 1959), 3 afleveringen
- The Motorola Television Hour (1954)
- Robert Montgomery Presents (1954)
- The Ford Television Theatre (1954)
- Climax! (1955-1957), 5 afleveringen
- Schlitz Playhouse of Stars (1955 en 1956)
- Letter to Loretta (1955 en 1956), 3 afleveringen
- Stage 7 (1955)
- Alfred Hitchcock Presents (1956-1960), 6 afleveringen
- Studio 57 (1956)
- Kraft Television Theatre (1956)
- Jane Wyman Presents The Fireside Theatre (1956)
- Suspicion (1957 en 1958)
- Studio One (1957)
- The Frank Sinatra Show (1958)
- Wagon Train (1959 en 1960)
- Lux Playhouse (1959)
- Outlaws (1960)
- Playhouse 90 (1960)
- Rawhide (1961)
- Thriller (1961)
- The Twilight Zone (1962)
- The Alfred Hitchcock Hour (1963 en 1964), 3 afleveringen
- The Fugitive (1964)
- The Defenders (1964)
- Kraft Suspense Theatre (1964)
- The F.B.I. (1967 en 1971), 3 afleveringen
- Coronet Blue (1967)
- Lancer (1968)
- The Invaders (1968)
- Bonanza (1969)
- Medical Center (1970)
- Cannon (1972)
- Love Story (1973)
- Marcus Welby, M.D. (1974)
- Barnaby Jones (1975)
- Once an Eagle (1976)
- Visions (1977)
- American Playhouse (1985)
- Murder, She Wrote (1992)